# Línea Valladolid-Cigales del Transporte Metropolitano de Valladolid
La conexión Valladolid-Fuensaldaña-Mucientes-Cigales de la red del Transporte Metropolitano de Valladolid es un servicio de autobuses interurbanos que cuenta con dos recorridos diferenciados. Es operada por La Regional Vallisoletana como parte de la concesión VACL-053 de la Junta de Castilla y León.

## Horario
| Día                        | Lugar de salida | Horas de salida                         |                  |
| -------------------------- | --------------- | --------------------------------------- | ---------------- |
| Lunes a viernes laborables | Valladolid      | 6:30                                    |                  |
| Lunes a viernes laborables | Valladolid      | de 8:30 a 21:30 cada 1 hora.            |                  |
| Lunes a viernes laborables | Cigales         | 6:30, 7:15, 7:50                        | 6:30, 7:15, 7:50 |
| Lunes a viernes laborables | Cigales         | de 8:30 a 13:30 cada 1 hora             |                  |
| Lunes a viernes laborables | Cigales         | 15:00                                   |                  |
| Lunes a viernes laborables | Cigales         | de 15:30 a 21:30 cada 1 hora            |                  |
|                            |                 |                                         |                  |
| Sábados laborables         | Valladolid      | 9:15, 14:00, 15:45, 20:00, 22:00        |                  |
| Sábados laborables         | Cigales         | 8:30, 10:00, 15:00, 16:30, 20:45, 22:30 |                  |
|                            |                 |                                         |                  |
| Domingos y festivos        | Valladolid      | 15:30, 18:00, 21:00                     |                  |
| Domingos y festivos        | Cigales         | 16:30, 19:30, 22:00                     |                  |

- De lunes a viernes laborables, las salidas desde Cigales de 7:50 y 15:00 realizan el recorrido directo, sin parada en Mucientes ni en Fuensaldaña.
- De lunes a viernes laborables, a las 14:30 sale de Valladolid un doble servicio ordinario y directo a Cigales (sin parada en Mucientes ni en Fuensaldaña).

## Paradas
La línea circula desde la estación de autobuses de Valladolid a la plaza del Poniente y se dirige hacia el norte pasando por el barrio de La Victoria. Seguidamente toma la carretera VA-900 desde la que accede a la urbanización vallisoletana Fuente del Berrocal y a los núcleos urbanos de Fuensaldaña, Mucientes y Cigales. El trayecto de vuelta da igualmente servicio a La Victoria y, antes de finalizar en la estación de autobuses, para en el barrio de Huerta del Rey y en el paseo de los Filipinos, junto al parque del Campo Grande y el paseo de Zorrilla.
| Servicio ordinario Valladolid - Fuensaldaña - Mucientes - Cigales | Servicio ordinario Valladolid - Fuensaldaña - Mucientes - Cigales |
| Hacia Cigales                                                     | Hacia Valladolid                                                  |
| ----------------------------------------------------------------- | ----------------------------------------------------------------- |
| Estación de autobuses de Valladolid                               | * C/ Arrabal de Arriba fte. 18                                    |
| Pº Isabel la Católica esq. pza. Poniente                          | Avda. Valladolid fte. 6 esq. c/ Peñuelas                          |
| Avda. Gijón, 6 esq. pza. San Bartolomé                            | Avda. Cortijos, 14 esq. c/ Armas                                  |
| Ctra. Fuensaldaña esq. c/ Fuente del Berrocal, gasolinera         | Avda. Cortijos, 48                                                |
| Ctra. Valladolid esq. cº Prado                                    | Ctra. Valladolid, 2 fte. cº Valladolid                            |
| Ctra. Valladolid, 1 esq. cº Valladolid                            | Ctra. Valladolid esq. c/ Cristo                                   |
| Avda. Cortijos fte. 48                                            | Ctra. Fuensaldaña fte. c/ Fuente del Berrocal, fte. gasolinera    |
| Avda. Cortijos fte. 14 esq. c/ Armas                              | Avda. Gijón, 1 esq. pza. San Bartolomé                            |
| Avda. Valladolid, 6 esq. c/ Sierra                                | Avda. Gloria Fuertes, 1 esq. avda. Salamanca                      |
| * C/ Arrabal de Arriba fte. 18                                    | Pº Filipinos esq. pº Zorrilla                                     |
|                                                                   | Estación de autobuses de Valladolid                               |

- La parada de C/ Arrabal de Arriba fte. 18 no tiene servicio los martes.

| Servicio directo Valladolid - Cigales    | Servicio directo Valladolid - Cigales        |
| Hacia Cigales                            | Hacia Valladolid                             |
| ---------------------------------------- | -------------------------------------------- |
| Estación de autobuses de Valladolid      | * C/ Arrabal de Arriba fte. 18               |
| Pº Isabel la Católica esq. pza. Poniente | Avda. Valladolid fte. 6 esq. c/ Peñuelas     |
| Avda. Gijón, 6 esq. pza. San Bartolomé   | Avda. Cortijos, 14 esq. c/ Armas             |
| Avda. Cortijos fte. 48                   | Avda. Cortijos, 48                           |
| Avda. Cortijos fte. 14 esq. c/ Armas     | Avda. Gijón, 1 esq. pza. San Bartolomé       |
| Avda. Valladolid, 6 esq. c/ Sierra       | Avda. Gloria Fuertes, 1 esq. avda. Salamanca |
| * C/ Arrabal de Arriba fte. 18           | Pº Filipinos esq. Pº Zorrilla                |
|                                          | Estación de autobuses de Valladolid          |

- La parada de C/ Arrabal de Arriba fte. 18 no tiene servicio los martes.